# 皮斯基 (佐洛奇夫區)
50°13′41″N 25°4′27″E / 50.22806°N 25.07417°E
皮斯基（羅馬化：Pisky）是烏克蘭西部的村莊，隸屬利維夫州的佐洛奇夫區。該村始建於1930年，面積1.5平方公里，海拔高度194米，2001年人口542，人口密度每平方公里362.3人。